# Irish Stock Exchange

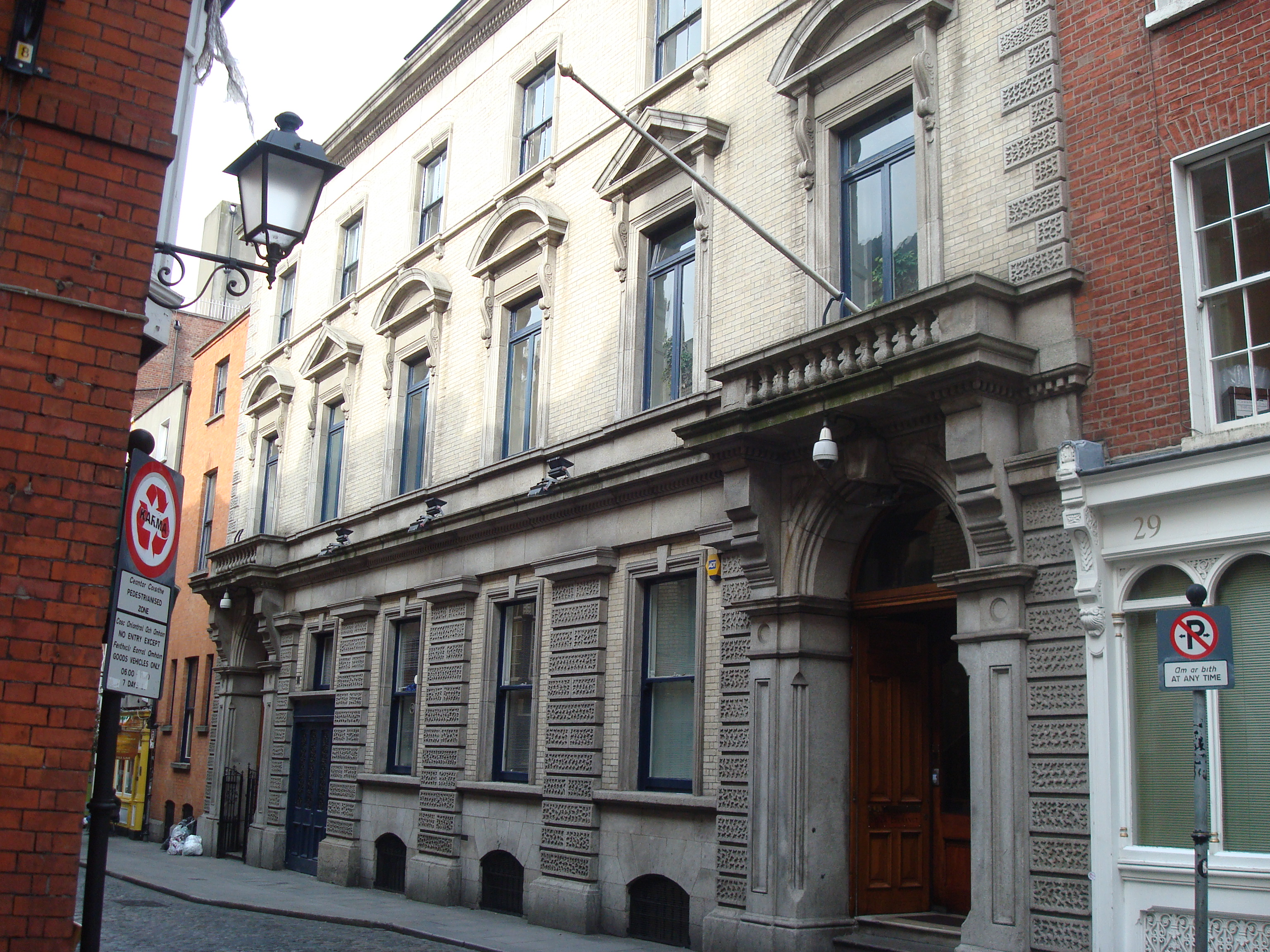
Irish Stock Exchange, Anglesea Street, Dublin

Irish Stock Exchange (ISE) (irl. Stocmhalartán na hÉireann) – irlandzka giełda papierów wartościowych z siedzibą w Dublinie. ISE powstała w 1799 z połączenia giełd lokalnych w Corku i Dublinie, które istniały już przed 1793.